# Jan Cornelis de Pauw
Pour les articles homonymes, voir Pauw.
Jan Cornelis de Pauw est philologue néerlandais né à Utrecht vers 1680 et mort en 1749.
Il devient chanoine dans sa ville natale et consacre la plus grande partie de sa vie à des travaux sur la littérature grecque.

## Œuvres
- Il publie sous le pseudonyme Philargyrius Cantabrigiensis : Cleri adversus Phileleutheri Lipsiensis emendationes in Menandri et Philemonis reliquias defensio, Amsterdam, H. Schelte, 1711, 176 p.
- De alea veterum, Utrecht, 1727
- Notæ in Pindarum, 1747
- Il publie des éditions d’Eschyle, de Théophraste, d’Anacréon, d’Aristénète.

## Source
« Jan Cornelis de Pauw », dans Pierre Larousse, Grand dictionnaire universel du XIXe siècle, Paris, Administration du grand dictionnaire universel, 15 vol., 1863-1890 [détail des éditions].